# Ченевичи (Ивьевский район)
Ченевичи (бел. Чэневічы) — деревня в Ивьевском районе Гродненской области. Входит в состав Трабского сельсовета.
В 1940—1959 годах была центром Ченевицского сельсовета.

## География
Деревня Ченевичи находится в 1 километре к востоку от деревни Сурвилишки, в 4 километрах от центра Сельсовета Агрогородка Трабы